# Cramp Twins
Die Cramp Twins ist eine von Brian Wood erfundene US-amerikanisch-britische Zeichentrickserie. Sie wurde in Zusammenarbeit mit Cartoon Network Europe produziert und handelt von den Zwillingen Julien und Wayne Cramp, die sich kein bisschen ähneln. Sie haben eine putzsüchtige Mutter und einen Western-interessierten Vater.

## Hauptfiguren
- Wayne Archibald Cramp ist der Böse der beiden Brüder. Er ärgert gerne seinen Bruder Julien und sammelt Schrott. Genervt wird er von Wendy Winkle, die in ihn verliebt ist. Wayne besitzt einen makaberen Humor und ist von "toten Dingen" fasziniert, dies geht sogar so weit, dass er in Folge 26 "das Wurmbegräbnis" eine Pyramide baut und einige von Juliens Plüschtieren mumifiziert. Wayne wird in der Serie als sehr impulsiver, respektloser und aggressiver Junge dargestellt, die einzige Person, vor der er wirklich Respekt hat, ist Dirty Joe, mit dem er sehr viele Leidenschaften (z. B. für Müll oder Schrott) teilt.
- Julien Cramp (im Englischen Lucien) ist der freundliche, tierliebe Zwilling. Er hat es nicht leicht im Leben. Sein Lieblingsort ist der Sumpf, wo er mit seinem Freund Tony rumhängt. Wie man im Intro der Serie sehen kann, kam er vor Wayne zu Welt. Julien entspricht über weite Teile dem typischen Nerd-Klischee, dazu wird er in der englischen Fassung von Wayne oftmals als "nature-nerd" oder "animal-geek" bezeichnet. Oftmals enden Juliens gut gemeinte Taten damit, dass er letztendlich bestraft wird.
- Dorothy Cramp ist die putzsüchtige Mutter der Cramp-Familie. Zugleich ist sie das Familienoberhaupt. Sie hat ein Putzmittel entwickelt, das Wäsche absolut weiß machen kann, jedoch andere Kleidungsstücke ausbleicht.
- Horace Cramp arbeitet in einer Seifenfabrik. Er benimmt sich zum größten Teil recht kindisch. Am meisten liebt er den wilden Westen. Sein Vorname Horace wird nur in der Folge "Das Sumpf-Phantom" genannt. Horace ist liberaler und weniger streng als seine Frau Dorothy, ebenso besitzt er mehr Verständnis für die Interessen seiner Kinder.
- Tony Parsons ist ein kleinwüchsiger Sumpf-Mensch. Sein bester Freund ist Julien und er hat eine Menge Brüder und Schwestern. Tony ist ein friedliebender, jedoch nie um einen Streich verlegener Junge und versucht mit seinen Ermahnungen Julien oftmals daran zu hindern, unüberlegte Dinge zu tun.
- Wendy Winkle ist die verwöhnte Tochter der reichen Winkle-Familie. Sie zeigt sich oft von einer gemeinen Seite und ist verliebt in Wayne Cramp.
- Mari ist eine Freundin von Julien. Sie kooperiert oft mit Julien bei Aktivitäten zugunsten der Umwelt. Sie ist ein Pflegekind und lebt bei einer vom Glück besessenen, braunhaarigen Familie mit merkwürdigen Bräuchen. In ihrer Familie ist sie also quasi ein Schwarzes Schaf.

## Sonstige Charaktere
- Dirty Joe ist ein alter Mann, der in einem Wohnwagen auf einem Schrottplatz wohnt. Wayne ist einer seiner Freunde und leiht sich oft nützlichen Schrott von ihm, meist, um Julien zu terrorisieren. Sein Gesicht sieht man in keiner Folge. In der Serie wird immer wieder angedeutet, dass Dirty Joe sehr ungepflegt ist, er behauptet sogar, dass er in seinem ganzen Leben nie gewaschen hätte. Als er bei den Cramps in Folge 39 "Joe zieht ein", einzieht, duscht er zum ersten Mal in seinem Leben.
- Walter Winkle ist der Geschäftsführer der Haskem Seifenfabrik. Er ist der vermutlich reichste Bürger der Stadt wohnt in einer Villa und in mehreren Episoden erkennt man, dass auch er ein Sumpf-Mensch ist. Ebenso wie Horace Cramp ist auch Winkle vom wilden Westen begeistert.
- Hillary Hissy ist Lehrerin und unterrichtet Julien, Wayne, Wendy und Mari. In einer Folge erfährt man zudem, dass sie auch mit Dirty Joe befreundet ist. Sie wird in der Serie als extrem übergewichtig dargestellt. In Folge 37 "Laus im Haus" sieht man zum ersten Mal ihre Beine, die sehr monströs aussehen und Julien erschrecken, als er sie erblickt.
- Seth Parson ist der Vater von Tony und Sumpf-Mensch. Er ist 62 Jahre alt, kann zaubern und war früher mal als Clown aktiv. Ebenso wie sein Sohn Tony besitzt auch Seth eine sehr spezielle Beziehung zur Natur und weiß nahezu alles über den Sumpf und die Wesen, die ihn bewohnen. Als Seth noch ein Kind war, sah er gleich aus wie Tony und hatte auch dessen Statur.
- Lillian „Lily“ Parsons ist Seths Frau und 33 Jahre alt. Julien war einmal in sie verliebt.
- Mr. Pretty ist der allzu peppige Schuldirektor, dessen Methoden die Cramps nerven.
- Großmutter Cramp ist die Mutter von Dorothy Cramp und besitzt ein Klavier. Sie hat viel zu meckern und hat Angst vor Wölfen.
- Rodeo Rita ist ein Idol von Horace Cramp, eine Sängerin und angeblich mutige "Bullenreiterin", die vor allem wegen ihrer Country-Songs und ihrer Darstellung als furchtloses Cowgirl bekannt ist. In der Serie tritt sie nur zweimal in echt auf, meist taucht sie im Fernsehen, im Radio oder auf Plakaten auf. In der 25. Folge der ersten Staffel, "Rodeo Rita", kommt heraus, dass Rodeo Rita bisher noch nie auf einem echten Bullen (die meisten, die sie geritten hat, waren mechanisch) geritten ist und das nur erfunden hat, um ihre Popularität zu erhöhen.

## Veröffentlichung
Ab 2001 wurde die Serie mit 52 Folgen in vier Staffeln in den USA durch Cartoon Network ausgestrahlt. The Cramp Twins erschien in Großbritannien auf fünf DVDs, in den USA erschienen zwei. Die Serie wurde in über 20 Sprachen übersetzt, darunter Russisch, Spanisch und Französisch.
Die deutsche Fassung der ersten Staffel mit 26 Folgen wurde erstmals vom 14. Dezember 2001 bis zum 28. Januar 2002 durch Ki.Ka ausgestrahlt. Die 2. Staffel lief im deutschen Fernsehen zum ersten Mal auf dem Premiere-Sender Fox Kids, heute Jetix. Mittlerweile läuft die Sendung auf ihrem Muttersender Cartoon Network, und zwar einmal wöchentlich mit 2 hintereinander ausgestrahlten Folgen. Weitere Ausstrahlungen folgten auf Super RTL. Auf Deutsch erschienen drei DVDs.

## Synchronisation
| Rolle      | Englischer Sprecher | Deutscher Sprecher |
| ---------- | ------------------- | ------------------ |
| Julien     | Kath Soucie         | Dirk Meyer         |
| Wayne      | Tom Kenny           | Claus Brockmeyer   |
| Mrs. Cramp | Nicole Oliver       | Marion Hartmann    |
| Mr. Cramp  | Ian James Corlett   | Ulrich Frank       |
| Mari       | Tabitha St. Germain | Andrea Imme        |
| Wendy      | Jayne Paterson      | Shandra Schadt     |
| Tony       | Terry Klassen       | Kai Taschner       |
| Mr. Winkle | Colin Murdock       | Michael Rüth       |